# Meridià 9 a l'oest
El meridià 9 a l'oest de Greenwich és una línia de longitud que s'estén des del pol Nord travessant l'oceà Àrtic, Europa, l'oceà Atlàntic, Àfrica, l'oceà Antàrtic, i l'Antàrtida fins al pol Sud.
El meridià 9 a l'oest forma un cercle màxim amb el meridià 171 a l'est. Com tots els altres meridians, la seva longitud correspon a una semicircumferència terrestre, uns 20.003,932 km. Al nivell de l'Equador, és a una distància del meridià de Greenwich de 1.002 km.

## De Pol a Pol
Començant en el pol Nord i dirigint-se cap al pol Sud, aquest meridià travessa:
| Coordenades                           | País, territori o mar | Notes                                                                                    |
| ------------------------------------- | --------------------- | ---------------------------------------------------------------------------------------- |
| 90° 0′ N, 9° 0′ O / 90.000°N,9.000°O  | Oceà Àrtic            |                                                                                          |
| 82° 8′ N, 9° 0′ O / 82.133°N,9.000°O  | Oceà Atlàntic         |                                                                                          |
| 70° 52′ N, 9° 0′ O / 70.867°N,9.000°O | Noruega               | Illa de Jan Mayen                                                                        |
| 70° 49′ N, 9° 0′ O / 70.817°N,9.000°O | Oceà Atlàntic         |                                                                                          |
| 54° 18′ N, 9° 0′ O / 54.300°N,9.000°O | Irlanda               | Passa a l'est de Galway a 53°16'48"N                                                     |
| 51° 34′ N, 9° 0′ O / 51.567°N,9.000°O | Oceà Atlàntic         |                                                                                          |
| 43° 14′ N, 9° 0′ O / 43.233°N,9.000°O | Espanya               | Continent i illa de Sálvora                                                              |
| 42° 28′ N, 9° 0′ O / 42.467°N,9.000°O | Oceà Atlàntic         |                                                                                          |
| 39° 48′ N, 9° 0′ O / 39.800°N,9.000°O | Portugal              | Passa a l'est de Lisboa (a 38° 42′ N, 9° 8′ O / 38.700°N,9.133°O)                        |
| 38° 27′ N, 9° 0′ O / 38.450°N,9.000°O | Oceà Atlàntic         | Passa a l'oest de Cap de São Vicente, Portugal (a 37° 1′ N, 8° 59′ O / 37.017°N,8.983°O) |
| 32° 47′ N, 9° 0′ O / 32.783°N,9.000°O | Marroc                |                                                                                          |
| 27° 40′ N, 9° 0′ O / 27.667°N,9.000°O | Sàhara Occidental     | Reclamat per Marroc                                                                      |
| 26° 0′ N, 9° 0′ O / 26.000°N,9.000°O  | Mauritània            |                                                                                          |
| 15° 30′ N, 9° 0′ O / 15.500°N,9.000°O | Mali                  |                                                                                          |
| 12° 22′ N, 9° 0′ O / 12.367°N,9.000°O | Guinea                |                                                                                          |
| 7° 14′ N, 9° 0′ O / 7.233°N,9.000°O   | Libèria               |                                                                                          |
| 4° 58′ N, 9° 0′ O / 4.967°N,9.000°O   | Oceà Atlàntic         |                                                                                          |
| 60° 0′ S, 9° 0′ O / 60.000°S,9.000°O  | Oceà Antàrtic         |                                                                                          |
| 70° 27′ S, 9° 0′ O / 70.450°S,9.000°O | Antàrtida             | Terra de la Reina Maud — reclamada per Noruega                                           |